# Laran (commune)
Pour les articles homonymes, voir Laran (homonymie).
Laran est une commune française située dans le nord-est du département des Hautes-Pyrénées, en région Occitanie. Sur le plan historique et culturel, la commune est dans la région gasconne de Magnoac, située sur le plateau de Lannemezan, qui reprend une partie de l’ancien Nébouzan, qui possédait plusieurs enclaves au cœur de la province de Comminges et a évolué dans ses frontières jusqu’à plus ou moins disparaitre.
Exposée à un climat océanique altéré, elle est drainée par le Gers, la Sole et par deux autres cours d'eau.
Laran est une commune rurale qui compte 46 habitants en 2022, après avoir connu un pic de population de 200 habitants en 1851. Elle fait partie de l'aire d'attraction de Lannemezan. Ses habitants sont appelés les Laranais ou  Laranaises.

## Géographie
D’une superficie de 834 hectares 67 ares 55, la commune est encadrée par les ruisseaux de l’Ousse (au nord), du Gers (à l’est) de Touçade (au sud).

### Localisation
La commune de Laran se trouve dans le département des Hautes-Pyrénées, en région Occitanie.
Elle se situe à 33 km à vol d'oiseau de Tarbes, préfecture du département, et à 13 km de Trie-sur-Baïse, bureau centralisateur du canton des Coteaux dont dépend la commune depuis 2015 pour les élections départementales.
La commune fait en outre partie du bassin de vie de Lannemezan.
Les communes les plus proches sont : 
Gaussan (0,5 km), Caubous (1,2 km), Lassales (2,4 km), Cizos (3,0 km), Monlong (3,4 km), Monléon-Magnoac (3,5 km), Vieuzos (3,7 km), Sabarros (3,7 km).
Sur le plan historique et culturel, Laran fait partie de la région gasconne de Magnoac, située sur le plateau de Lannemezan, qui reprend une partie de l’ancien Nébouzan, qui possédait plusieurs enclaves au cœur de la province de Comminges et a évolué dans ses frontières jusqu’à plus ou moins disparaitre.
Les communes limitrophes sont  Caubous, Gaussan, Monléon-Magnoac et Recurt.
|        | Caubous |                 |
| Recurt | Laran   | Monléon-Magnoac |
|        | Gaussan |                 |

### Hydrographie
Le Ruisseau de La Sole, affluent de rive droite de la Petite Baïse, arrose la commune du sud au nord  et forme la limite ouest avec la commune de Recurt.

Le Ruisseau de l'Ousse affluent de rive gauche du Gers, forme la limite nord avec la commune de Caubous.

Le Ruisseau de la Toucade affluent de rive gauche du Gers, forme la limite sud avec la commune de Gaussan.
 
Le Ruisseau de Bourrouville, affluent du Ruisseau de la Ousse, prend sa source dans la commune et coule en partie ouest du territoire.

Un canal d'irrigation provenant du Canal de la Neste traverse le village en direction du Gers au nord.

### Climat
Le climat qui caractérise la commune est qualifié, en 2010, de « climat océanique altéré », selon la typologie des climats de la France qui compte alors huit grands types de climats en métropole. En 2020, la commune ressort du même type de climat dans la classification établie par Météo-France, qui ne compte désormais, en première approche, que cinq grands types de climats en métropole. Il s’agit d’une zone de transition entre le climat océanique et les climats de montagne et le climat semi-continental. Les écarts de température entre hiver et été augmentent avec l'éloignement de la mer. La pluviométrie est plus faible qu'en bord de mer, sauf aux abords des reliefs.
Les paramètres climatiques qui ont permis d’établir la typologie de 2010 comportent six variables pour les températures et huit pour les précipitations, dont les valeurs correspondent à la normale 1971-2000. Les sept principales variables caractérisant la commune sont présentées dans l'encadré ci-après.
| Paramètres climatiques communaux sur la période 1971-2000 - Moyenne annuelle de température : 12,2 °C - Nombre de jours avec une température inférieure à −5 °C : 2,5 j - Nombre de jours avec une température supérieure à 30 °C : 6,2 j - Amplitude thermique annuelle : 14,8 °C - Cumuls annuels de précipitation : 924 mm - Nombre de jours de précipitation en janvier : 9,9 j - Nombre de jours de précipitation en juillet : 6,8 j |

Avec le changement climatique, ces variables ont évolué. Une étude réalisée en 2014 par la Direction générale de l'Énergie et du Climat complétée par des études régionales prévoit en effet que la  température moyenne devrait croître et la pluviométrie moyenne baisser, avec toutefois de fortes variations régionales. Ces changements peuvent être constatés sur la station météorologique de Météo-France la plus proche, « Gavarnie », dans la commune de Gaussan, mise en service en 1992 et qui se trouve à 1 km à vol d'oiseau,, où la température moyenne annuelle est de 7,6 °C et la hauteur de précipitations de 1 466,6 mm pour la période 1981-2010.
Sur la station météorologique historique la plus proche, « Tarbes-Lourdes-Pyrénées », dans la commune d'Ossun, mise en service en 1946 et à 42 km, la température moyenne annuelle évolue de 12,2 °C pour la période 1971-2000, à 12,6 °C pour 1981-2010, puis à 12,9 °C pour 1991-2020.

### Milieux naturels et biodiversité
Aucun espace naturel présentant un intérêt patrimonial n'est recensé dans la commune dans l'inventaire national du patrimoine naturel,,.

## Urbanisme

### Typologie
Au 1er janvier 2024, Laran est catégorisée commune rurale à habitat très dispersé, selon la nouvelle grille communale de densité à sept niveaux définie par l'Insee en 2022.
Elle est située hors unité urbaine. Par ailleurs la commune fait partie de l'aire d'attraction de Lannemezan, dont elle est une commune de la couronne,. Cette aire, qui regroupe 65 communes, est catégorisée dans les aires de moins de 50 000 habitants,.

### Occupation des sols
L'occupation des sols de la commune, telle qu'elle ressort de la base de données européenne d’occupation biophysique des sols Corine Land Cover (CLC), est marquée par l'importance des territoires agricoles (73,3 % en 2018), une proportion identique à celle de 1990 (73,3 %). La répartition détaillée en 2018 est la suivante : 
terres arables (42,5 %), zones agricoles hétérogènes (30,8 %), forêts (26,7 %).
L'IGN met par ailleurs à disposition un outil en ligne permettant de comparer l’évolution dans le temps de l’occupation des sols de la commune (ou de territoires à des échelles différentes). Plusieurs époques sont accessibles sous forme de cartes ou photos aériennes : la carte de Cassini (XVIIIe siècle), la carte d'état-major (1820-1866) et la période actuelle (1950 à aujourd'hui).

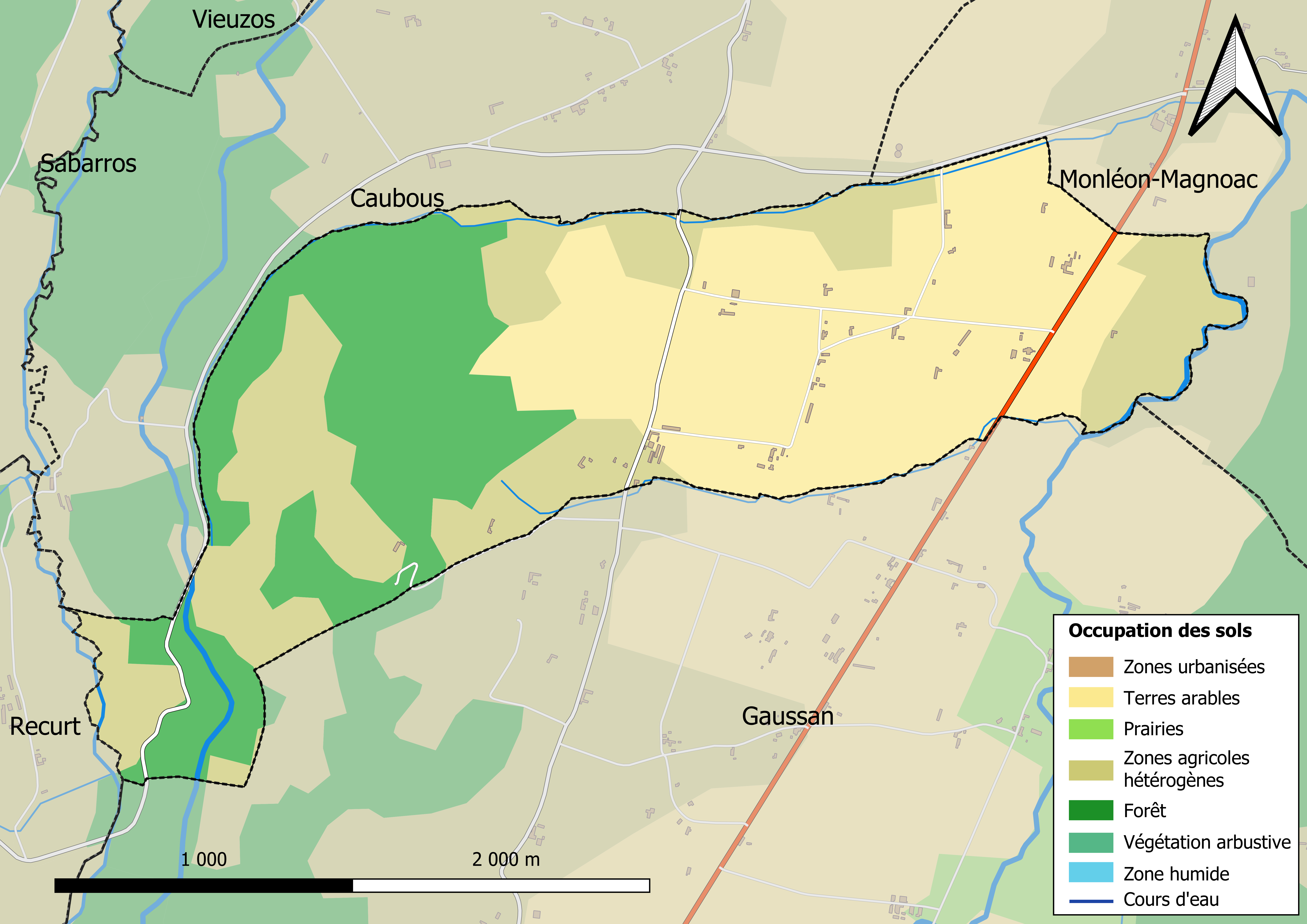
Carte des infrastructures et de l'occupation des sols en 2018 (CLC) de la commune.
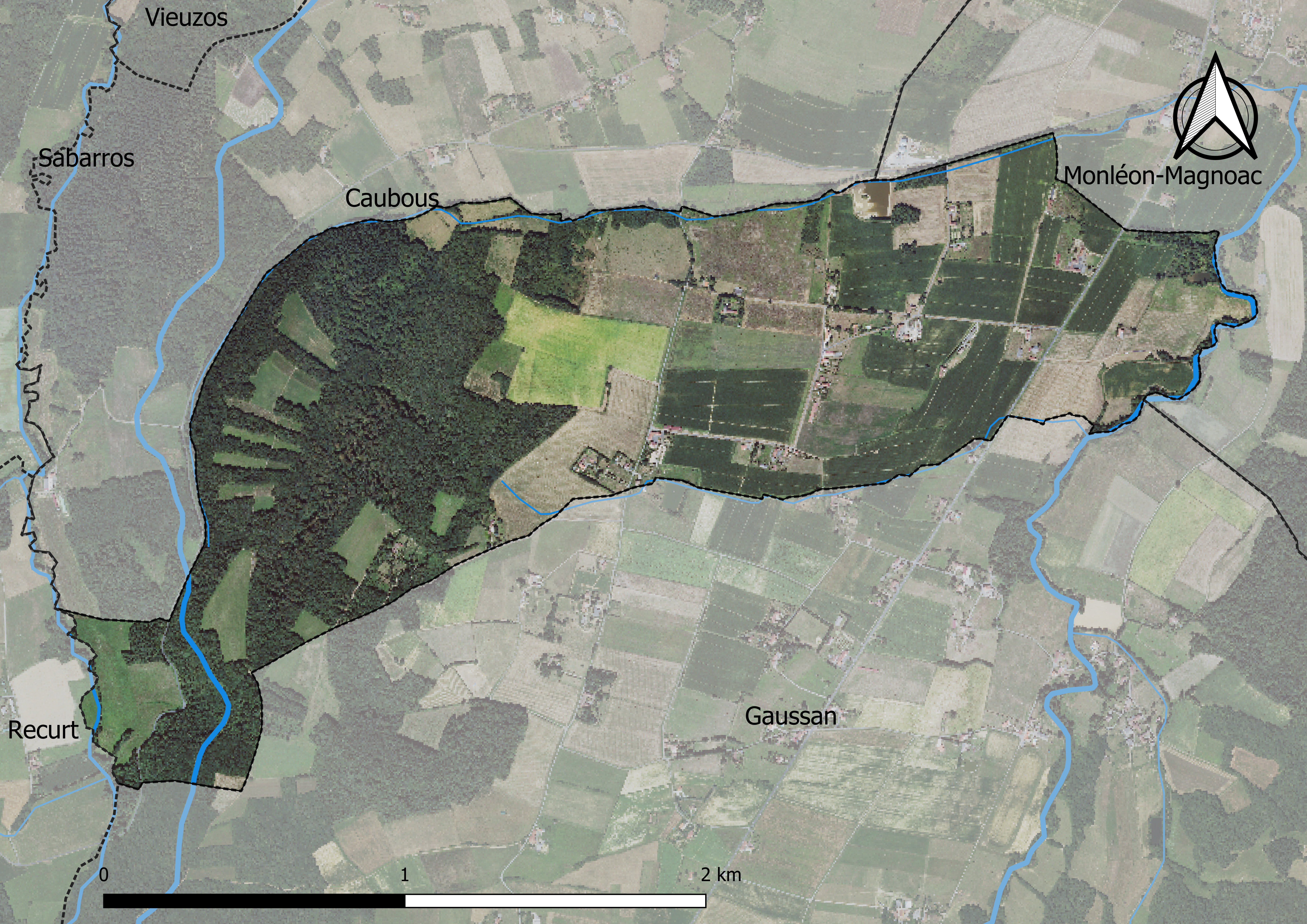
Carte orthophotogrammétrique de la commune.

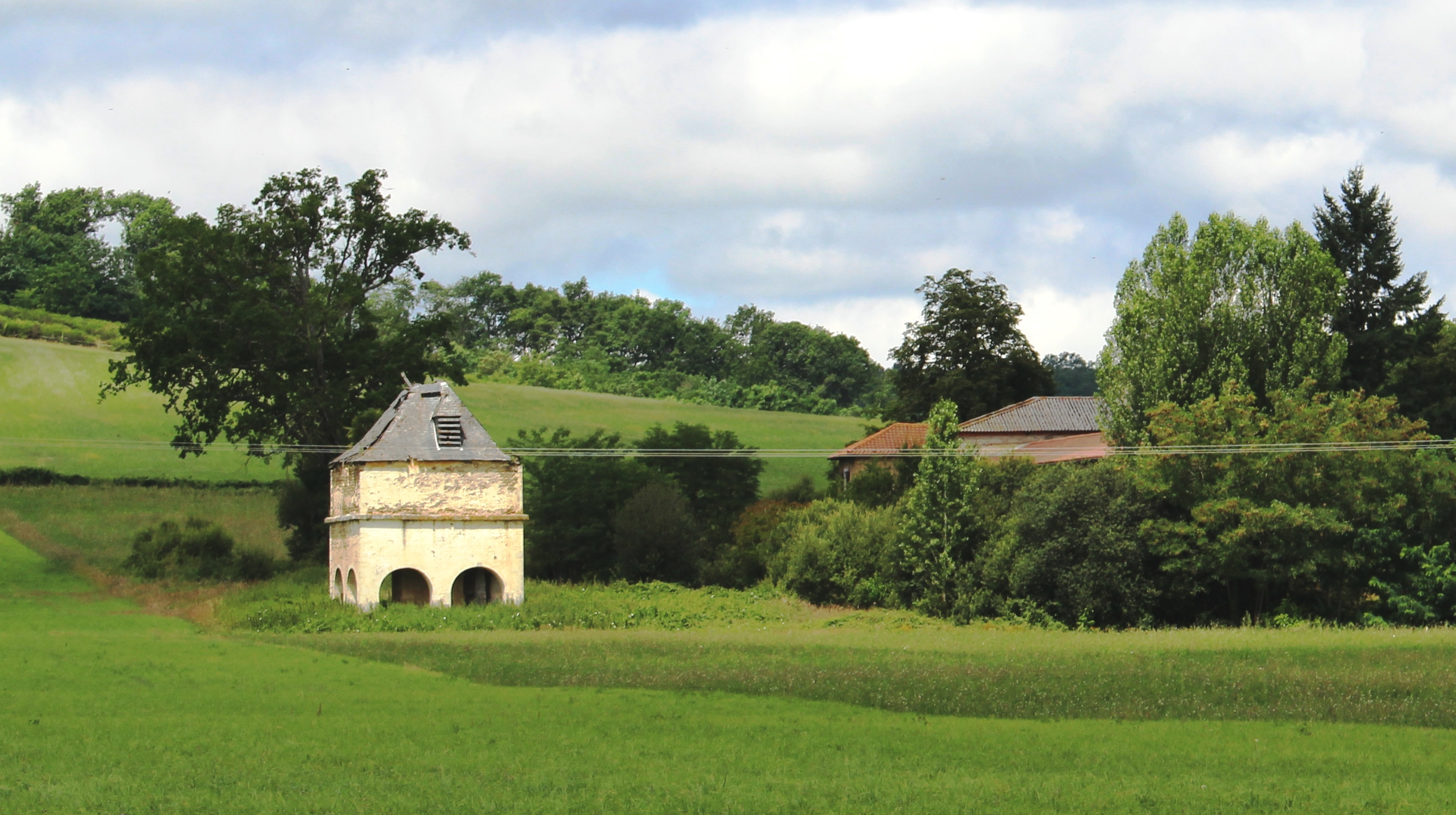
Le pigeonnier.

### Logement
En 2012, le nombre total de logements dans la commune est de 30.
Parmi ces logements, 73.7  % sont des résidences principales, 13.1  % des résidences secondaires  13.1  %  des logements vacants.

### Toponymie

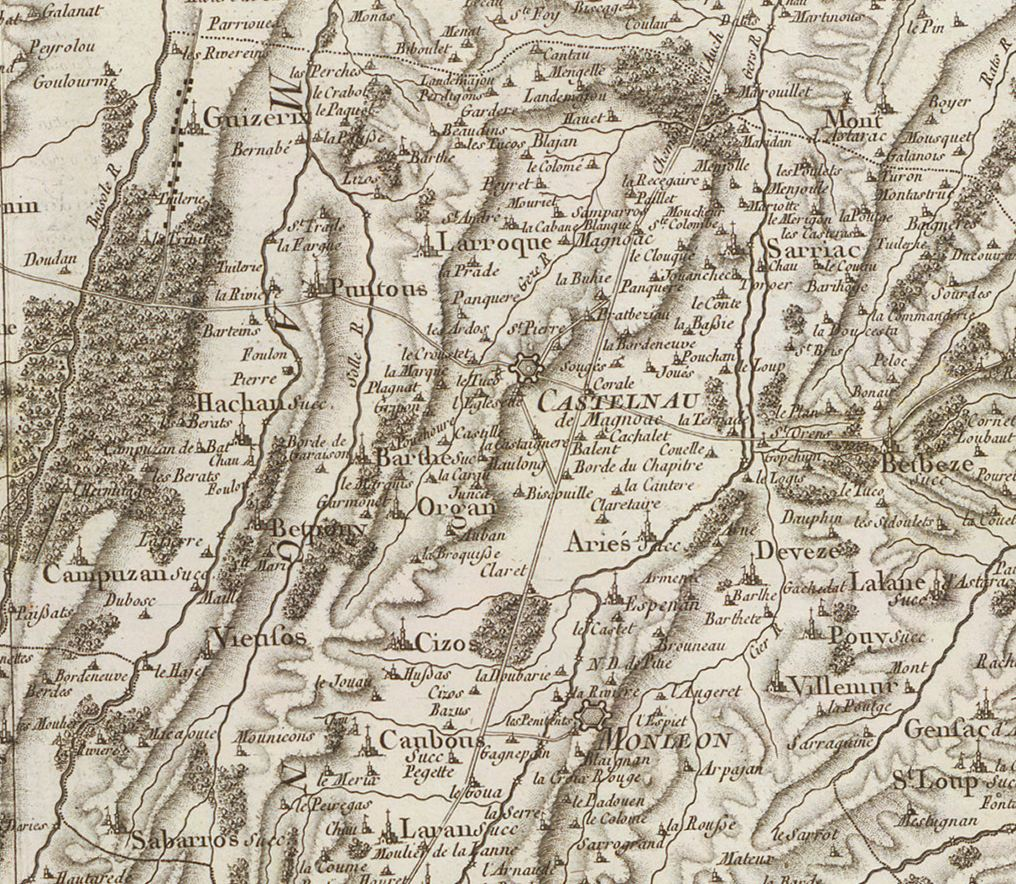
Extrait de la carte de Cassini (entre 1756 et 1789) situant Laran au sud de Castelnau-Magnoac

On trouvera les principales informations dans le Dictionnaire toponymique des communes des Hautes Pyrénées de Michel Grosclaude et Jean-François Le Nail qui rapporte les dénominations historiques du village :
Dénominations historiques :
- de Barono, de Barano, latin (XVe siècle, taxes d'Auch) ;
- Laran, (fin XVIIIe siècle, carte de Cassini).

Étymologie : peut-être nom de domaine antique nom de personnage Larus ou Hilarus et suffixe anum (domaine de Larus ou de Hilarus).
Nom occitan : Laran.

### Voies de communication et transports
Cette commune est desservie par la route départementale D 929 et les routes départementales D 28 et D 137.

### Risques majeurs
Le territoire de la commune de Laran est vulnérable à différents aléas naturels : météorologiques (tempête, orage, neige, grand froid, canicule ou sécheresse), inondations, mouvements de terrains et séisme (sismicité modérée). Un site publié par le BRGM permet d'évaluer simplement et rapidement les risques d'un bien localisé soit par son adresse soit par le numéro de sa parcelle.
Certaines parties du territoire communal sont susceptibles d’être affectées par le risque d’inondation par débordement de cours d'eau, notamment le Gers, la Sole. La cartographie des zones inondables en ex-Midi-Pyrénées réalisée dans le cadre du XIe Contrat de plan État-région, visant à informer les citoyens et les décideurs sur le risque d’inondation, est accessible sur le site de la DREAL Occitanie. La commune a été reconnue en état de catastrophe naturelle au titre des dommages causés par les inondations et coulées de boue survenues en 1982, 1999, 2000 et 2009,.
Laran est exposée au risque de feu de forêt. Un plan départemental de protection des forêts contre les incendies a été approuvé par arrêté préfectoral le 21 avril 2020 pour la période 2020-2029. Le précédent couvrait la période 2007-2017. L’emploi du feu est régi par deux types de réglementations. D’abord le code forestier et l’arrêté préfectoral du 27 octobre 2014, qui réglementent l’emploi du feu à moins de 200 m des espaces naturels combustibles sur l’ensemble du département. Ensuite celle établie dans le cadre de la lutte contre la pollution de l’air, qui interdit le brûlage des déchets verts des particuliers. L’écobuage est quant à lui réglementé dans le cadre de commissions locales d’écobuage (CLE)

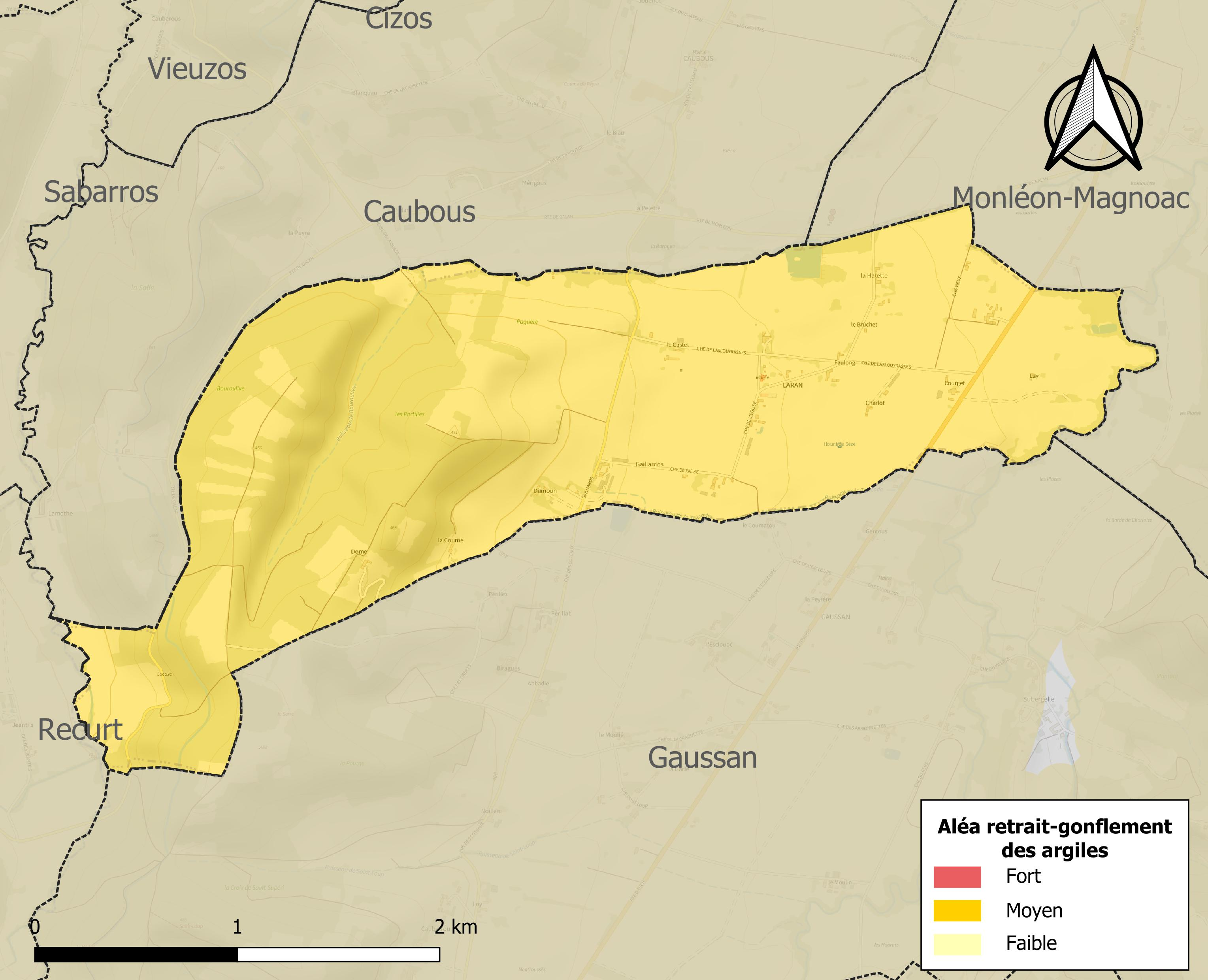
Carte des zones d'aléa retrait-gonflement des sols argileux de Laran.

Les mouvements de terrains susceptibles de se produire dans la commune sont des tassements différentiels.
Le retrait-gonflement des sols argileux est susceptible d'engendrer des dommages importants aux bâtiments en cas d’alternance de périodes de sécheresse et de pluie. La totalité de la commune est en aléa moyen ou fort (44,5 % au niveau départemental et 48,5 % au niveau national). Sur les 25 bâtiments dénombrés dans la commune en 2019, 25 sont en aléa moyen ou fort, soit 100 %, à comparer aux 75 % au niveau départemental et 54 % au niveau national. Une cartographie de l'exposition du territoire national au retrait gonflement des sols argileux est disponible sur le site du BRGM,.
Par ailleurs, afin de mieux appréhender le risque d’affaissement de terrain, l'inventaire national des cavités souterraines permet de localiser celles situées dans la commune.
Concernant les mouvements de terrains, la commune a été reconnue en état de catastrophe naturelle au titre des dommages causés par la sécheresse en 1989 et par des mouvements de terrain en 1999.

## Histoire
La commune naquit au XIVe siècle, des mains laborieuses des serfs qui y éditèrent un château sur le versant oriental d’un petit coteau.
Les seigneurs du lieu appartenaient à la noble famille des de Cazaux-Laran dont les premières armoiries identifiées par Jean Larcher, étaient : « Écu d’Azur sur deux ondes d’argent surmontées d’un cygne du mesme » Ceux-ci devaient être « bien en cour » puisque leur château fut choisi en plusieurs occasions comme lieu de réunions des États du Magnoac, des États des Quatre-Vallées et des assemblées du Magnoac et d’Armagnac. Notons que ce premier blason correspond exactement à celui qu’attribue à la seigneurie de Nestier l’héraldiste M. de Neuville dans son recueil sur le Commingeois et les Quatre-Vallées. Plus tard s’y ajoutèrent, par décret de l’intendant Legendre, « quatre pointes de giron d’or mouvantes ». Au XVe siècle, la famille de Cazaux de Laran demeure en permanence dans ce château qui dominait les quartiers dits de la Coume, de la Matéte et du Bilatge.
Son dernier représentant (connu des historiens) aurait été le seigneur François-Louis de Cazaux-Laran, marié à Catherine-Charlotte-Joséphine de Saint-Jean de Pointis qui ne lui donna pas d’héritier mâle mais deux filles.
La bande d’or aux fleurs de lys d’argent ajouté à l’écu initial correspondrait à l’union précitée des de Cazaux avec les de Pointis.
Vers 1860, un curieux pigeonnier posé sur neuf piliers en pierre de taille est l'ultime vestige du château.
La fête locale est célébrée à l’occasion de la Saint-Michel.

### Cadastre napoléonien de Laran
Le plan cadastral napoléonien de Laran est consultable sur le site des archives départementales des Hautes-Pyrénées.

## Politique et administration

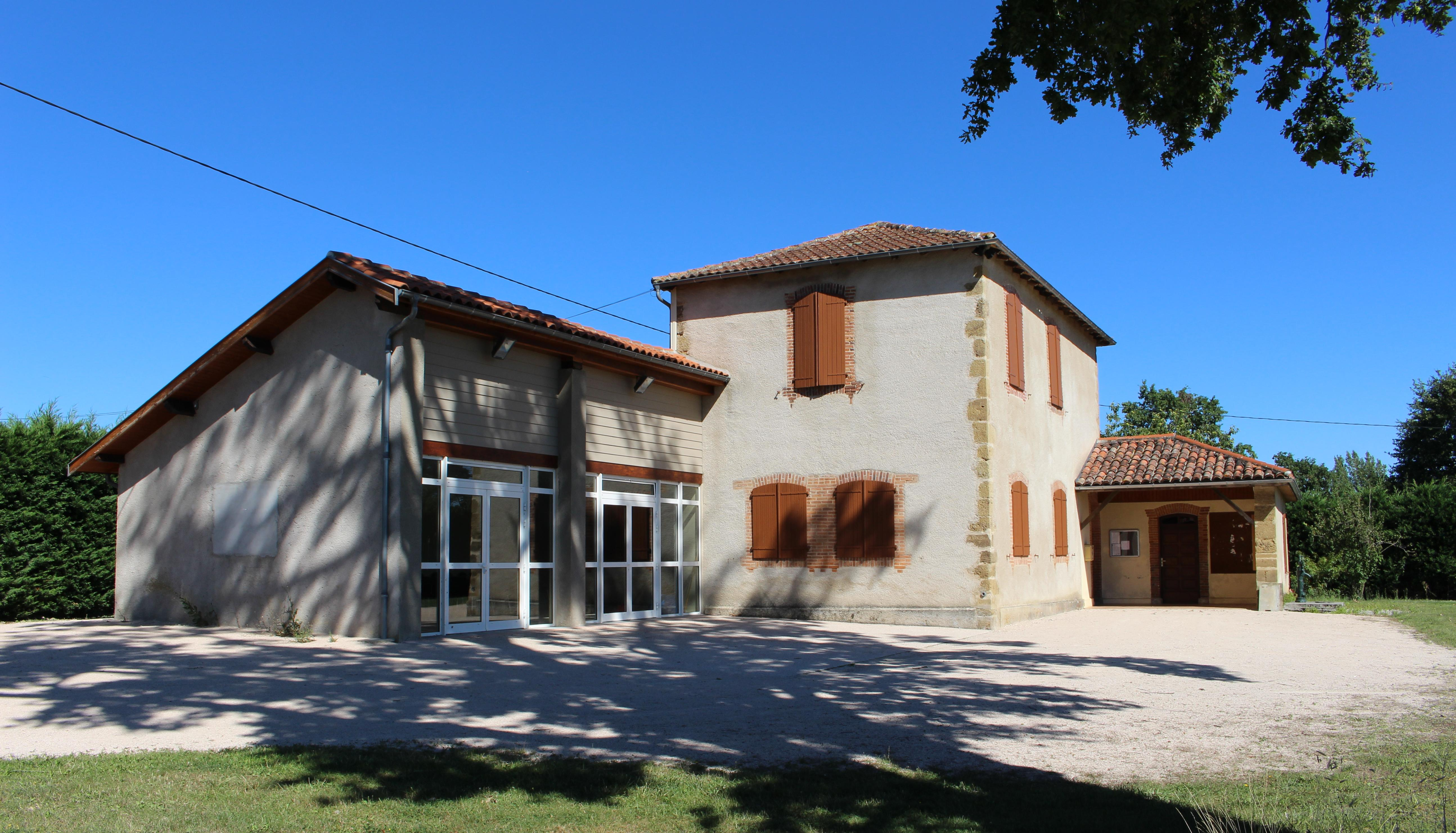
La mairie en 2015.

### Liste des maires
| Période                                  | Période   | Identité         | Étiquette | Qualité |
| ---------------------------------------- | --------- | ---------------- | --------- | ------- |
| Les données manquantes sont à compléter. |           |                  |           |         |
|                                          |           |                  |           |         |
| mars 2001                                | mars 2014 | Franck Menvielle |           |         |
| mars 2014                                | En cours  | Jean-Luc Gales   |           |         |

### Rattachements administratifs et électoraux

#### Historique administratif
Sénéchaussée d'Auch, pays des Quatre-Vallées, vallée de Magnoac, canton de  Castelnau-Magnoac, chef-lieu à Magnoac (1790) puis à Castelnau-Magnoac (1801).

#### Intercommunalité
Laran appartient à la communauté de communes du Pays de Trie et du Magnoac créée en janvier 2017 et qui réunit 50 communes.
La commune est également membre du SIVOM de Saint-Gaudens Montréjeau Aspet Magnoac.

## Population et société

### Démographie

#### Évolution démographique

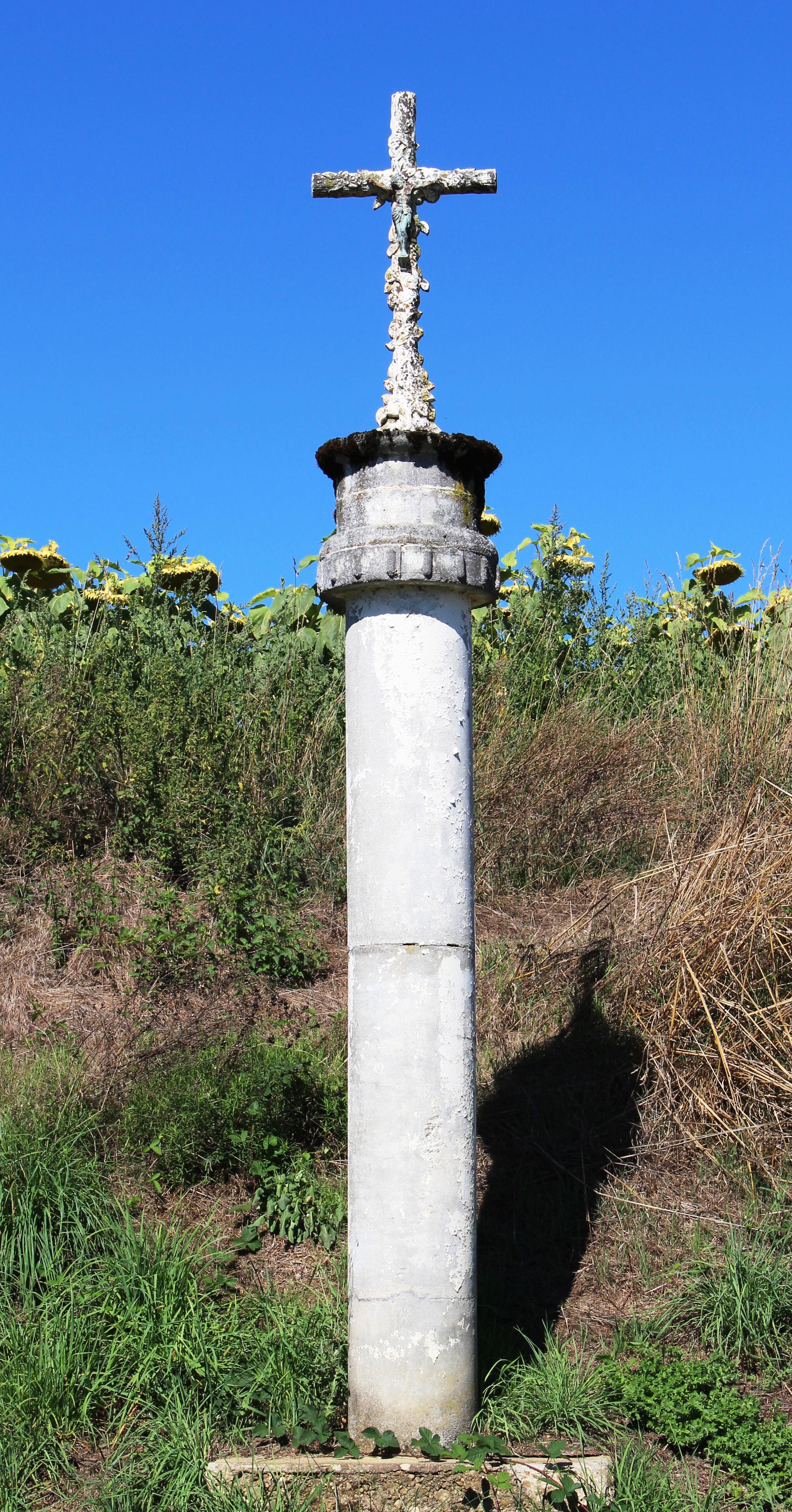
Une croix.

| 1793 | 1800 | 1806 | 1821 | 1831 | 1836 | 1841 | 1846 | 1851 |
| ---- | ---- | ---- | ---- | ---- | ---- | ---- | ---- | ---- |
| 152  | 143  | 123  | 114  | 165  | 198  | 200  | 197  | 200  |

| 1856 | 1861 | 1866 | 1872 | 1876 | 1881 | 1886 | 1891 | 1896 |
| ---- | ---- | ---- | ---- | ---- | ---- | ---- | ---- | ---- |
| 170  | 164  | 159  | 159  | 166  | 168  | 136  | 115  | 124  |

| 1901 | 1906 | 1911 | 1921 | 1926 | 1931 | 1936 | 1946 | 1954 |
| ---- | ---- | ---- | ---- | ---- | ---- | ---- | ---- | ---- |
| 100  | 106  | 101  | 74   | 73   | 70   | 70   | 57   | 59   |

| 1962 | 1968 | 1975 | 1982 | 1990 | 1999 | 2006 | 2011 | 2016 |
| ---- | ---- | ---- | ---- | ---- | ---- | ---- | ---- | ---- |
| 44   | 45   | 42   | 45   | 47   | 42   | 41   | 51   | 49   |

| 2021 | 2022 | - | - | - | - | - | - | - |
| ---- | ---- | - | - | - | - | - | - | - |
| 47   | 46   | - | - | - | - | - | - | - |

### Enseignement
La commune dépend de l'académie de Toulouse. Elle ne dispose plus d'école en 2016.

## Économie

### Emploi
|                | 2008  | 2013  | 2018  |
| -------------- | ----- | ----- | ----- |
| Commune        | 16 %  | 0 %   | 10 %  |
| Département    | 7,7 % | 9,4 % | 9,8 % |
| France entière | 8,3 % | 10 %  | 10 %  |

En 2018, la population âgée de 15 à 64 ans s'élève à 29 personnes, parmi lesquelles on compte 86,7 % d'actifs (76,7 % ayant un emploi et 10 % de chômeurs) et 13,3 % d'inactifs,. Depuis 2008, le taux de chômage communal (au sens du recensement) des 15-64 ans est supérieur à celui de la France et du département.
La commune fait partie de la couronne de l'aire d'attraction de Lannemezan, du fait qu'au moins 15 % des actifs travaillent dans le pôle,. Elle compte 16 emplois en 2018, contre 9 en 2013 et 8 en 2008. Le nombre d'actifs ayant un emploi résidant dans la commune est de 25, soit un indicateur de concentration d'emploi de 62,3 % et un taux d'activité parmi les 15 ans ou plus de 61,7 %.
Sur ces 25 actifs de 15 ans ou plus ayant un emploi, 11 travaillent dans la commune, soit 42 % des habitants. Pour se rendre au travail, 76,9 % des habitants utilisent un véhicule personnel ou de fonction à quatre roues, 3,8 % s'y rendent en deux-roues, à vélo ou à pied et 19,2 % n'ont pas besoin de transport (travail au domicile).

## Culture locale et patrimoine

### Lieux et monuments

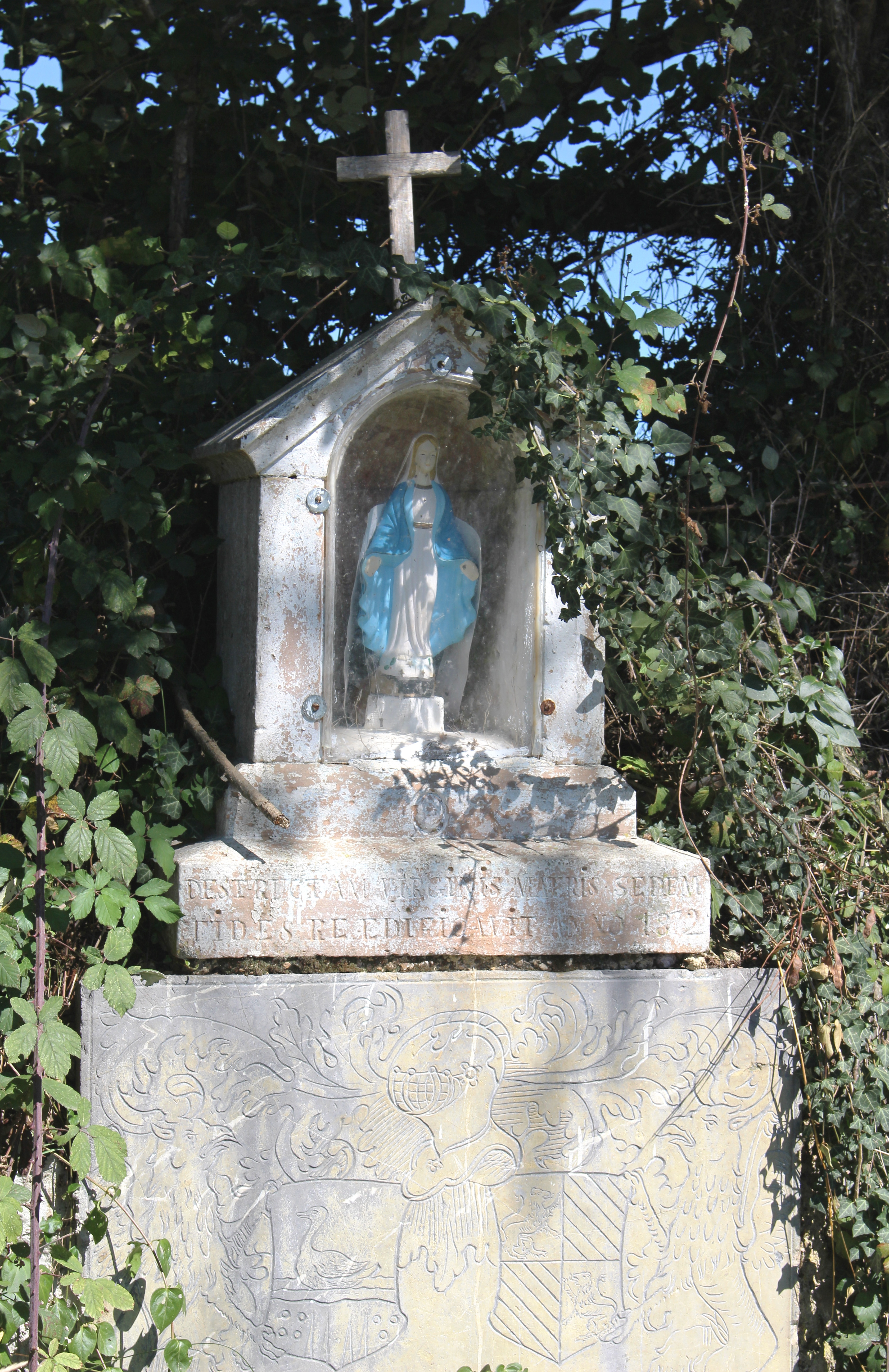
L’ oratoire de l'Immaculée Conception.

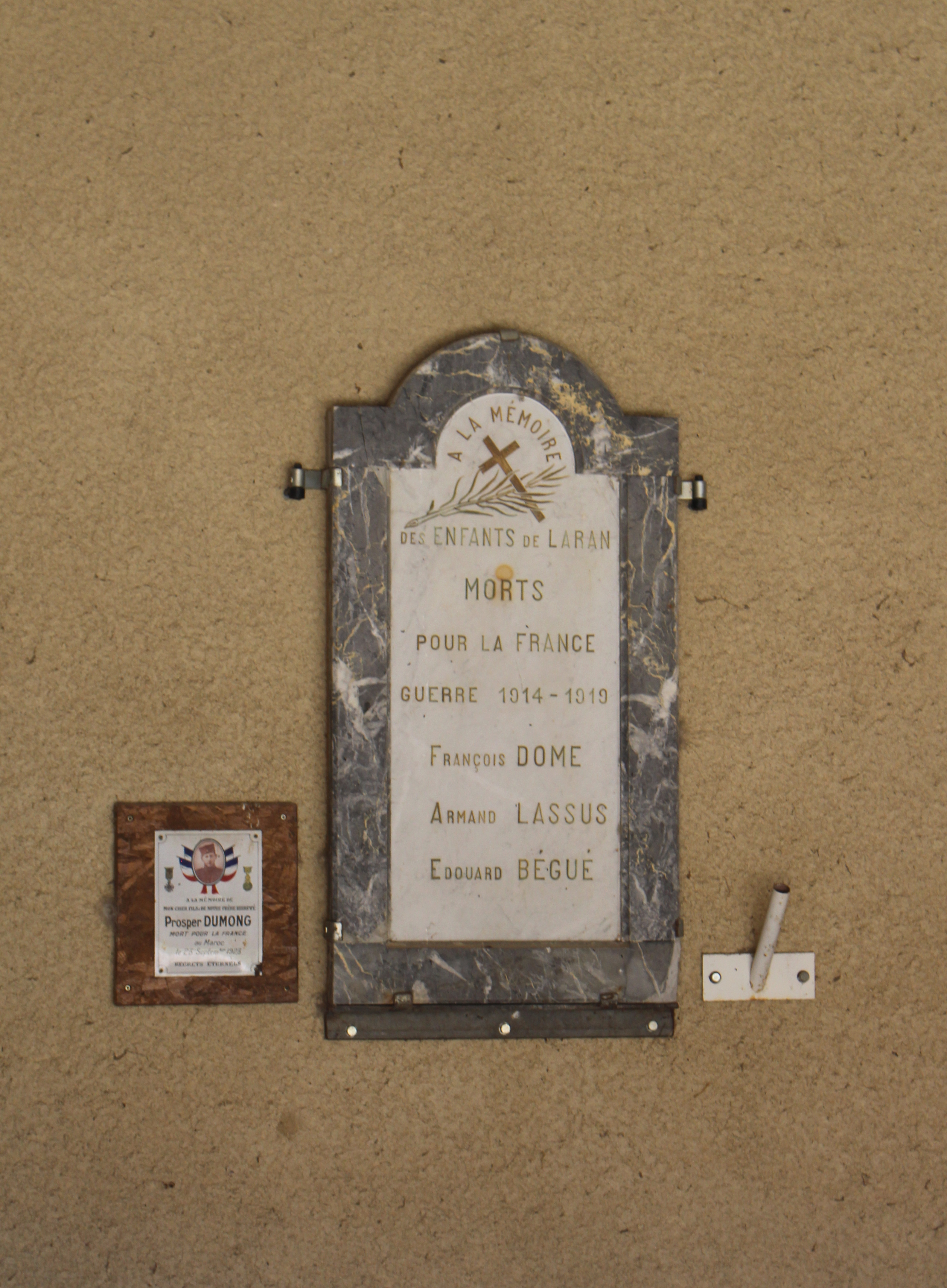
Le monument aux morts municipal.

- Église Saint-Michel de Laran.
- L’oratoire de l'Immaculée Conception.

Sélection de vues de l'église Saint-Michel en 2015.
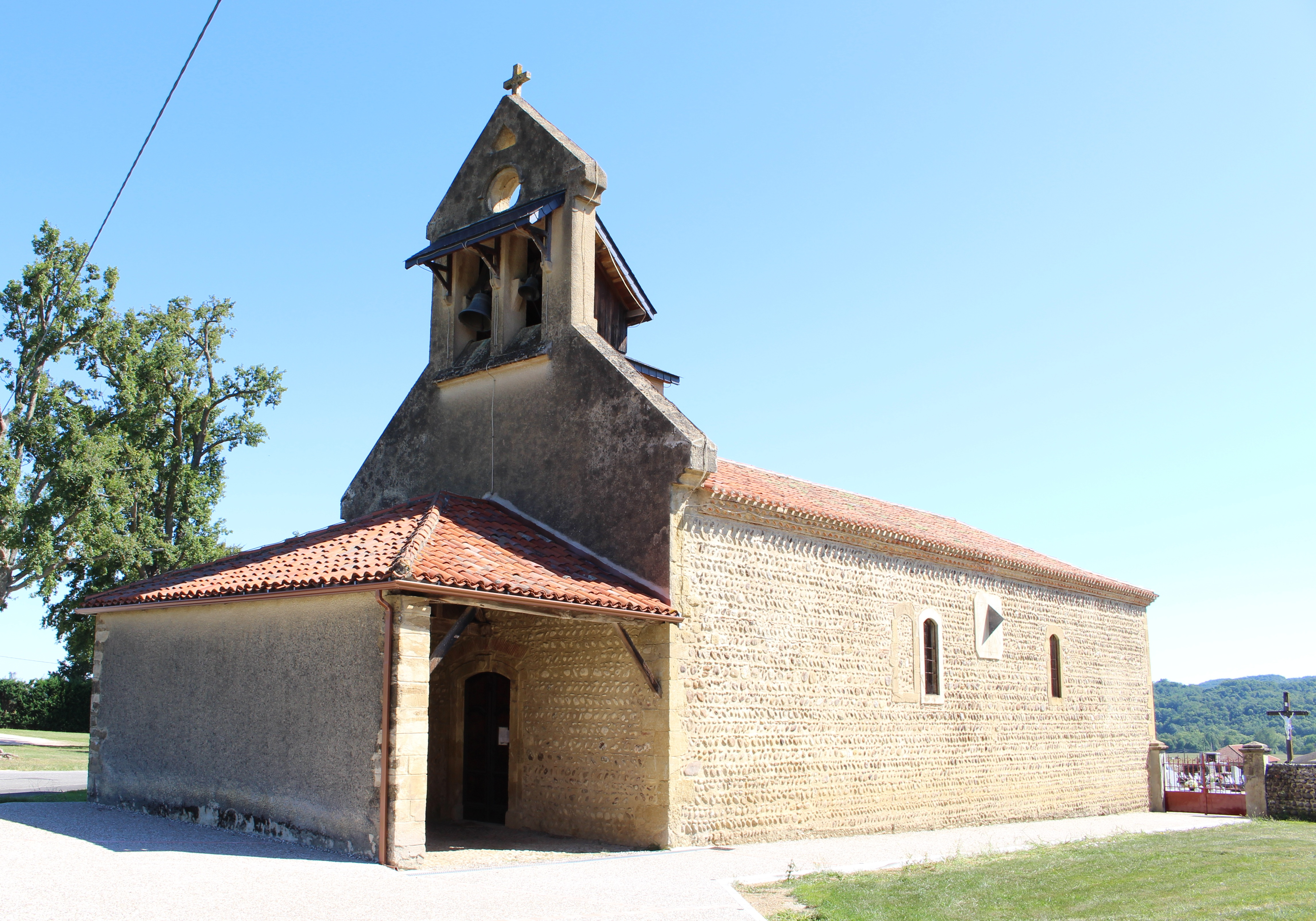
L'entrée.
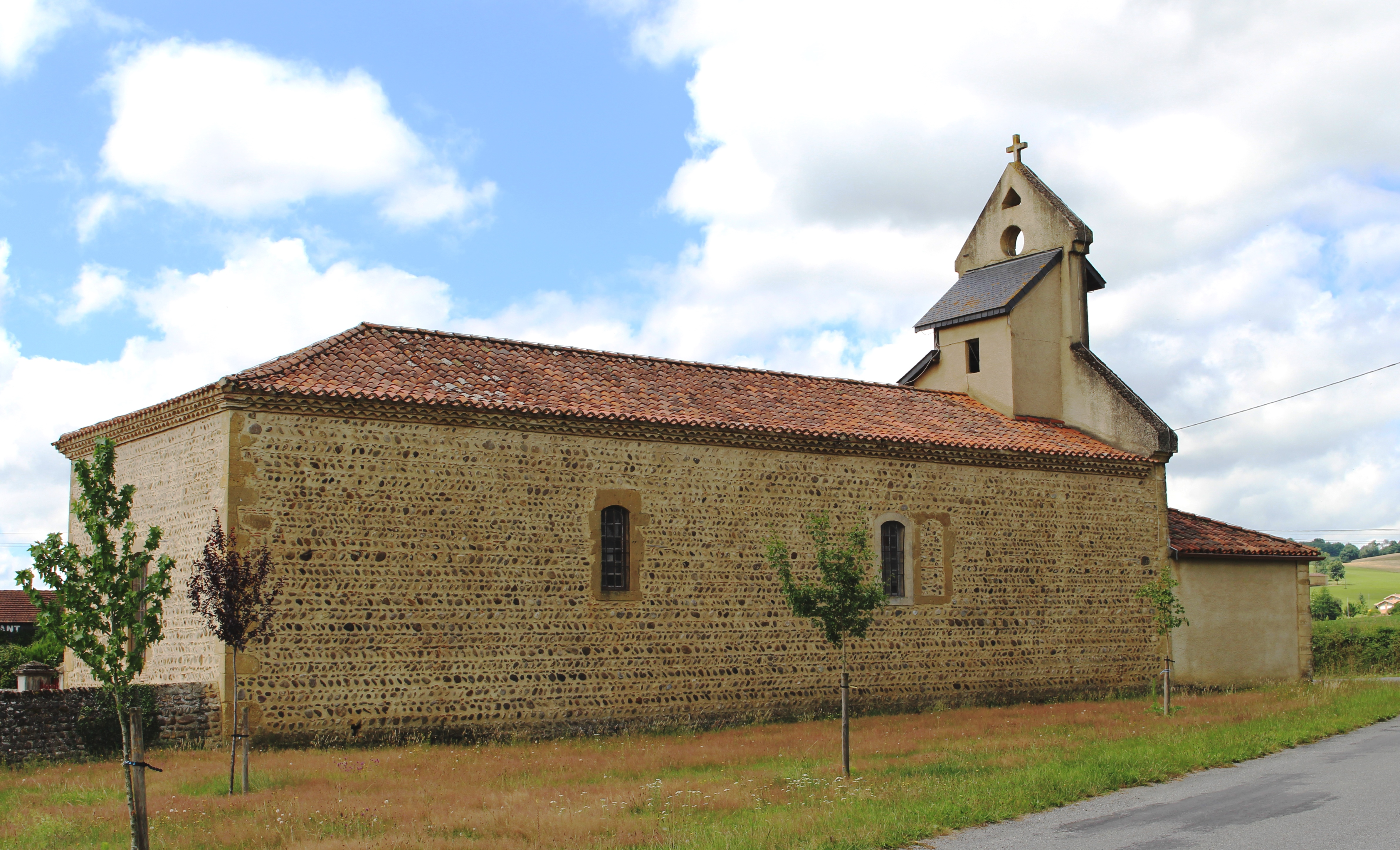
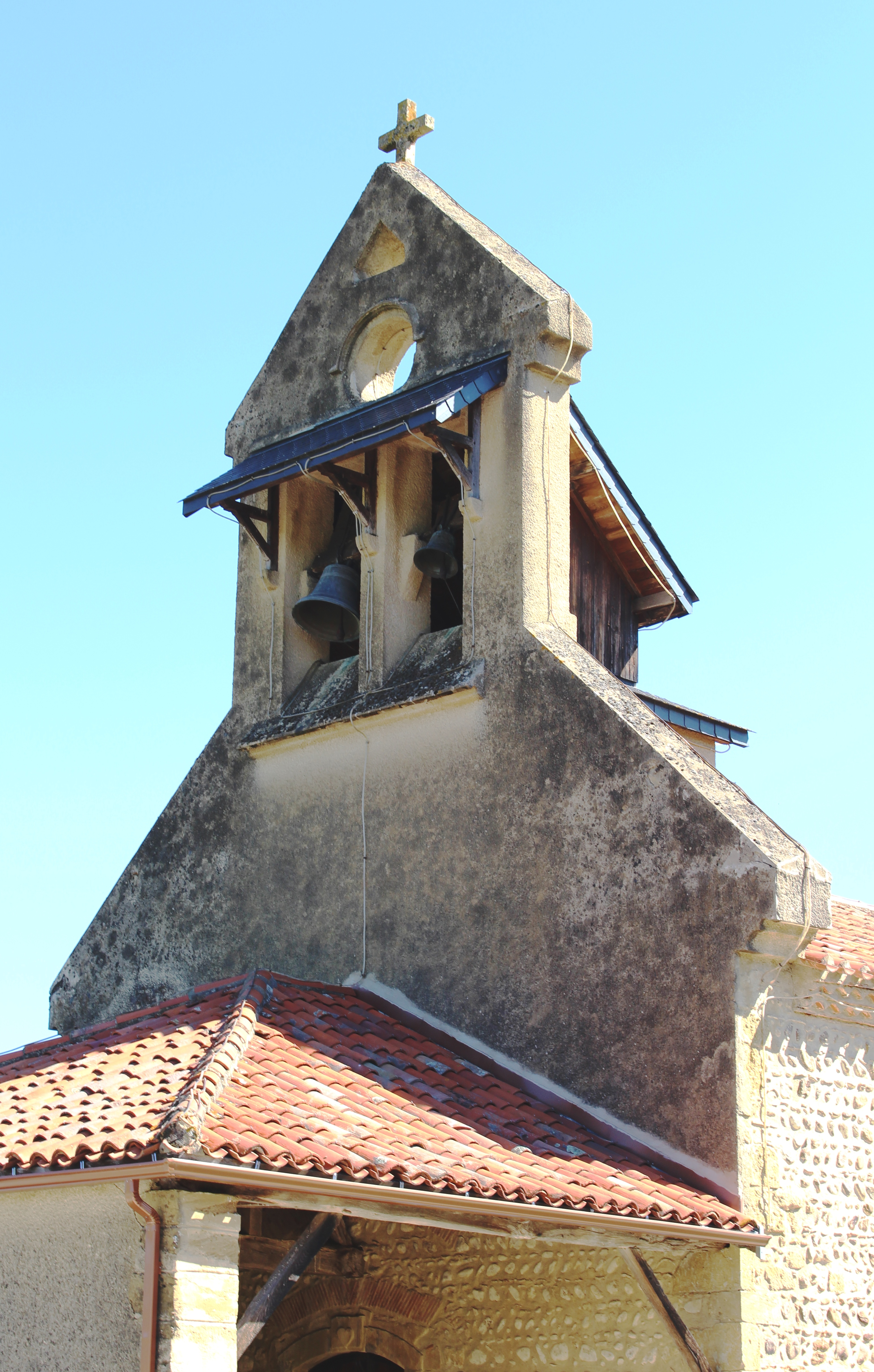
Le clocher.

### Héraldique
| Blason | Blasonnement : D'azur au cygne nageant d'argent sur deux fasces ondées du même, au chef d'or chargé de deux fleurs de lys du champ. |